# Musculus Cremaster
Musculus Cremaster – debiutancki album studyjny polskiego zespołu pop-rockowego Poparzeni Kawą Trzy. Wydany został w 2011 roku nakładem wytwórni płytowej Fonografika. Teksty piosenek napisał Rafał Bryndal. Ponadto na płycie znajdują się covery utworów z repertuaru zespołów Leningrad oraz 5’nizza.

## Lista utworów
Opracowano na podstawie materiału źródłowego.
1. „Ochujałem” – 2:33
2. „Depresja” – 2:58
3. „Super Good” – 2:48
4. „Dziwka z naprzeciwka” – 3:16
5. „Kawałek do tańca” – 3:39
6. „Feministka” – 3:02
7. „Sołdat” – 4:22
8. „Życie ułożyć” – 3:32
9. „Ciągoty” – 3:50
10. „Prognoza pogody” – 2:21
11. „Chyba się zakochałem” – 3:38
12. „Jarosław Ka” – 3:40
13. „Banany” – 3:04
14. „Trzeba się napić” – 2:58